# فلیسیتی جونز
فلیسیتی رز هادلی جونز (انگلیسی: Felicity Rose Hadley Jones؛ زادهٔ ۱۷ اکتبر ۱۹۸۳) بازیگر بریتانیایی است. وی هنرپیشگی را به صورت حرفه‌ای از کودکی، با ظاهر شدن در نقش دختری ۱۲ ساله در فیلم تلویزیونی جویندگان گنج آغاز کرد. جونز در نقش اثل هالو، یک مجموعه از مجموعه‌های تلویزیونی بدترین جادوگر و دنبالهٔ آن یعنی دانشکده خواهران شگفت‌انگیز را بازی کرده است.
از سال ۲۰۰۶، جونز در فیلم‌های نورثنگر ابی (۲۰۰۷)، باری دیگر برایدزهد (۲۰۰۸)، چری (۲۰۰۹)، طوفان (۲۰۱۰)، مرد عنکبوتی شگفت‌انگیز ۲ (۲۰۱۴) و داستان واقعی (۲۰۱۵) ظاهر شده است. او برای بازی در درام عاشقانه دیوانه‌وار (۲۰۱۱) و زندگی‌نامه‌ای نظریه همه‌چیز (۲۰۱۴) مورد تحسین قرار گرفت. او برای به تصویر کشیدن جین هاوکینگ در نظریه همه‌چیز نامزد جوایز بفتا و اسکار بهترین بازیگر زن شد.
در سال ۲۰۱۶، جونز در فیلم مهیج دوزخ، درام فانتزی هیولایی فرا می‌خواند و اپرای فضایی روگ وان در نقش جین ارسو بازی کرد.او نقش روث بیدر گینزبرگ را در فیلم زندگی‌نامه‌ای بر اساس جنسیت (۲۰۱۸) ایفا کرده است، و در فیلم‌های هوانوردان (۲۰۱۹)، آسمان نیمه‌شب (۲۰۲۰) و آخرین نامه از معشوقه‌ات (۲۰۲۱) و همچنین درام تاریخی بروتالیست (۲۰۲۴) بازی کرده است. او برای بروتالیست نامزد جایزه اسکار بهترین بازیگر نقش مکمل زن شد.

## اوایل زندگی
فلیسیتی رز هادلی جونز در ۱۷ اکتبر ۱۹۸۳ در بیرمنگام به دنیا آمد، و در بورنویل بزرگ شد. مادرش در زمینهٔ تبلیغات کار می‌کرد و پدرش روزنامه‌نگار بود. آن‌ها وقتی جونز سه ساله بود از هم جدا شدند و او و برادر بزرگترش با مادرش زندگی می‌کردند.
اجداد یکی از مادربزرگ‌های او ایتالیایی و اهل لوکا بود. عموی او مایکل هادلی نیز بازیگر است که باعث علاقهٔ جونز به بازیگری در کودکی شد.
پس از شرکت در مدرسه دخترانه کینگز نورتون، جونز برای تکمیل آزمون سطح پیشرفته در مدرسه شاه ادوارد ششم هندزورث تحصیل کرد و یک سال گپ تحصیلی داشت که طی آن او در سریال Servants بی‌بی‌سی ظاهر شد. سپس در کالج ودهام، آکسفورد به تحصیل زبان انگلیسی پرداخت. او در نمایش‌های دانشجویی شرکت کرد، و از جمله در آتیس نقش اصلی را بازی کرد. او در سال ۲۰۰۵ در کنار هری لوید نمایش کمدی اشتباهات اثر ویلیام شکسپیر را برای تور تابستانی انجمن نمایشی دانشگاه آکسفورد به ژاپن، به روی صحنه برد.

## فیلم‌شناسی

### فیلم
| سال  | عنوان                            | نقش                 | توضیحات                  | منبع          |
| ---- | -------------------------------- | ------------------- | ------------------------ | ------------- |
| ۲۰۰۸ | Flashbacks of a Fool             | Young Ruth          |                          | [ ۱۱ ]        |
| ۲۰۰۸ | باری دیگر برایدزهد               | Cordelia Flyte      |                          | [ ۱۲ ]        |
| ۲۰۰۹ | چری                              | Edmée               |                          | [ ۱۳ ]        |
| ۲۰۱۰ | تقاطع سمتری                      | Julie Kendrick      |                          | [ ۱۴ ]        |
| ۲۰۱۰ | Soulboy                          | Mandy Hodgson       |                          | [ ۱۵ ]        |
| ۲۰۱۰ | The Tempest                      | میراندا             |                          | [ ۱۶ ]        |
| ۲۰۱۱ | Chalet Girl                      | Kim Matthews        |                          | [ ۱۷ ]        |
| ۲۰۱۱ | دیوانه‌وار                        | Anna Gardner        |                          | [ ۱۸ ]        |
| ۲۰۱۱ | آلباتروس                         | Beth Fischer        |                          | [ ۱۹ ]        |
| ۲۰۱۱ | هیستری                           | Emily Dalrymple     |                          | [ ۲۰ ]        |
| ۲۰۱۲ | Cheerful Weather for the Wedding | Dolly Thatchem      |                          | [ ۲۱ ]        |
| ۲۰۱۳ | دم                               | Sophie              |                          | [ ۲۲ ]        |
| ۲۰۱۳ | زن نامرئی                        | نلی ترنان           |                          | [ ۲۳ ]        |
| ۲۰۱۴ | The Amazing Spider-Man 2         | فیلیشیا هاردی       |                          | [ ۲۴ ]        |
| ۲۰۱۴ | نظریه همه‌چیز                     | Jane Wilde Hawking  |                          | [ ۲۵ ]        |
| ۲۰۱۵ | داستان واقعی                     | Jill Barker         |                          | [ ۲۶ ]        |
| ۲۰۱۶ | برخورد                           | Juliette            |                          | [ ۲۷ ] [ ۲۸ ] |
| ۲۰۱۶ | هیولایی فرا می‌خواند              | Mum                 |                          | [ ۲۹ ]        |
| ۲۰۱۶ | دوزخ                             | Sienna Brooks       |                          | [ ۳۰ ]        |
| ۲۰۱۶ | روگ وان                          | جین ارسو            |                          | [ ۳۱ ]        |
| ۲۰۱۸ | لیدینگ لیدی پارتز                | خودش                | فیلم کوتاه               | [ ۳۲ ]        |
| ۲۰۱۸ | بر اساس جنسیت                    | Ruth Bader Ginsburg |                          | [ ۳۳ ]        |
| ۲۰۱۹ | هوانوردان                        | Amelia Wren         |                          | [ ۳۴ ]        |
| ۲۰۲۰ | Dragon Rider                     | Sorrell             | صداپیشه                  | [ ۳۵ ]        |
| ۲۰۲۰ | آسمان نیمه‌شب                     | Iris Sullivan       |                          | [ ۳۶ ]        |
| ۲۰۲۱ | آخرین نامه از معشوقه‌ات           | Ellie Haworth       | همچنین مدیر اجرایی تولید | [ ۳۷ ]        |
| ۲۰۲۳ | دد شات                           | کاترین              | همچنین مدیر اجرایی تولید | [ ۳۸ ]        |
| ۲۰۲۴ | بروتالیست                        | Erzsébet Tóth       |                          | [ ۳۹ ]        |
| ۲۰۲۵ | قطار رؤیاها                      | گلدیس گرینر         |                          | [ ۴۰ ]        |
| TBA  | Oh. What. Fun.                   |                     |                          | [ ۴۱ ]        |
| TBA  | 100 Nights of Hero               | مون                 |                          | [ ۴۲ ]        |